# سوسة فراشية مؤتلفة
سوسة فراشية مؤتلفة (الاسم العلمي: Tinea conferta) هي نوع من الحشرات تتبع جنس السوسة الفراشية من فصيلة السوسيات الفراشية.